# Kotmaula
Kotmaula – gaun wikas samiti w zachodniej części Nepalu w strefie Rapti w dystrykcie Salyan. Według nepalskiego spisu powszechnego z 2011 roku liczył on 967 gospodarstw domowych i 5030 mieszkańców (2633 kobiety i 2397 mężczyzn).